# Томас Стернз Еліот
То́мас Е́ліот (англ. Thomas Stearns Eliot) (26 вересня 1888, Сент-Луїс — 4 січня 1965, Лондон) — американський та англійський поет, драматург і літературний критик.

## Огляд життя і творчості
Томас Стернз Еліот народився 26 вересня 1888 року в Сент-Луїсі, штат Міссурі. Був сьомою та наймолодшою дитиною в родині Генрі і Шарлотти Еліотів. Батько Генрі був бізнесменом, а мати Шарлотта — шкільною вчителькою, соціальною працівницею та поетесою. Вона була дуже обдарованою жінкою, зокрема, написала біографію свого свекора Вільяма Ґрінліфа Еліота. Томас Еліот спочатку навчався в Академії Сміта, — хлоп'ячому відділенні школи в Сент-Луїсі, де вивчав латину, грецьку, французьку та німецьку мови, а після цього — у академії Мільтон в Массачусетсі.
У 1906 році поет став студентом Гарвардського університету, в якому вчився до 1909 року, отримавши диплом магістра. В той час «Гарвард Едвокет» опублікував його перші вірші. Життя Еліота змінилось у грудні 1908 року, коли йому до рук потрапила книжка А. Симонса «Символістський рух в літературі» (1895), присвячена творчості поета Жуля Лафорга. В 1910 році Томас Еліот поїхав до Сорбонни, щоб продовжити своє навчання. Там він познайомився з Ж. Верденалем, якому присвятив свою «Любовну пісню Дж. Альфреда Пруфрока» (Ж. Вердиналь загинув у битві при Дарданеллах). Поет увійшов в коло творчого життя, яке в той час крутилося навколо Еміля Дюркгайма, П'єра Жане, Ремі де Гурмона, Пабло Пікассо та Анрі Бергсона.
У 1911 Еліот повернувся до Гарварда, щоб написати дисертацію з філософії, присвячену англійському філософу Ф. Г. Бредлі. В той час він також вивчав санскрит та буддизм, антропологію. Томас Еліот працював у групі, до якої входили: Джордж Сантаяна, Вільям Джеймс, Бертран Расселл та Джозая Ройс.
У 1914 році поет зміг продовжити навчання, цього разу в Англії (завдяки стипендії). Разом зі своїм співвітчизником і прихильником модернізму, Езрою Паундом, почав реформувати поетичний стиль.
У 1915 році в журналі «Поетрі» був опублікований вірш Еліота під назвою «Любовна пісня Дж. Альфреда Пруфрока». Цього ж року він одружився з Вів'єн Гейґ-Вуд (26 червня 1915), але шлюб виявився нещасливим — його дружина мала істерію. До того ж вона відмовилася залишати Англію, тому Томас Еліот був змушений залишитися разом із нею в Лондоні. Там подружжя ділило квартиру із Бертраном Расселлом. Вів'єн та Расселл захопилися одне одним (див. Керол Сімур-Джонс, Фарбована тінь). Еліот дописав свою дисертацію, але не отримав наукового ступеня (бо замість захисту дисертації поїхав у штат Массачусетс).
З 1917 року Еліот працював у журналі «Егоїст», а також — в школі Гайґейт вчителем. Ще пізніше — в Банку Ллойдс у відділі закордонних рахунків. Його перша книга віршів — «Пруфрок та інші спостереження» була опублікована Геррієтом Вівером в 1917 році та відразу зробила Еліота відомим, поклавши на нього місію «головного поета авангарду». Стан здоров'я не дозволив поетові вступити до Військово-морських сил США. Його творче зростання супроводжувалося родинними переживаннями (його батько помер в 1919 році, і ця смерть викликала в поета відчуття провини).
У 1919 році вийшла друга книга Еліота під назвою «ARA VOS PREC» (в США вона була опублікованою під назвою «Вірші»). ЇЇ власноруч друкували Вірджинія та Леонард Вульф.
У 1921 році, після візиту його матері та сестри, в поета трапився нервовий зрив, тож він поїхав разом із дружиною на лікування в Лозанну (Швейцарія), де закінчив «Пустельну землю». За рекомендаціями Езри Паунда поет скоротив роботу наполовину. У 1922 році Еліот заснував журнал «Крайтерієн».
Через три роки (1925) Жофре Фабер запросив Еліота на фірму «Фабер і Гваєр» (пізніше — «Фабер і Фабер») на роботу літературним редактором. В 1927 році поет прийняв англіканство та став громадянином Британії. З того часу релігія стала важливою темою творів поета. До 1930 року Еліот став найвизначнішою фігурою в поетиці та літературній критиці англомовної частини світу та залишався нею близько тридцяти років. З 1932 до 1933 року він працював у Гарварді.
У 1933 році, в період свого перебування у Гарварді, Еліот полишив Вів'єн, але не розлучився із нею у зв'язку зі своїми англіканськими переконаннями. Протягом тридцятих років він захищався від істеричних намагань Вів'єн знову зійтись. У 1938 році вона потрапила у психіатричну лікарню Носамберленд-Гаус, де у 1947 році померла. Еліот жодного разу її не відвідав, навіть попри те, що вони не були офіційно розлучені. В 1939 році, з початком Другої Світової війни, видання «Крайтерієн» зупинилося, тому Еліот був змушений служити уповноваженим із цивільної оборони. Багато часу він перебував у Гілфорді, де написав ще три вірші, які лягли в основу твору «Бернт Нортон». В 1948 році Еліот був нагороджений Нобелівською премією за досягнення в галузі літератури та орденом «За заслуги». В 1957 році одружився зі своєю секретаркою Есме Валері Флетчер (вона була молодшою від Еліота на 38 років). В 1964 році поета було нагороджено Президентською Медаллю Свободи.
4 січня 1965 року Томас Еліот помер від емфіземи. Його прах поховано у Церкві Св. Майкла в Іст-Коукері, графство Сомерсет.

## Переклади українською
- Еліот Т. С. Вбивство у соборі. Переклад Зенона Тарнавського. Мюнхен, 1963.
- Еліот Т. С. Вибране. В перекладах О. Гриценка, В. Коротича, М. Габлевич, О. Мокровольського, М. Стріхи, Ю. Лісняка, І. Драча, Ф. Неуважного, В. Діброви, Г. Кочура, М. Москаленка, Д. Павличка. — К.: Дніпро, 1990. — 197 с. [Архівовано 12 квітня 2015 у Wayback Machine.]
- Еліот Т. С. Три значення слова «культура» // Незалежний культурологічний часопис «Ї». — № 7. — 1996. — С. 58-68.
- Еліот Т. С. Котознавство від Старого Опосума /Вірші. — К.: Грані-Т, 2008. — 56 с.
- Еліот Т. «Спустошена земля» — журнал «Всесвіт», 2014 рік, № 9-10. Переклав Остап Українець.